# Трескоре-Кремаско
Трескоре-Кремаско (итал. Trescore Cremasco) — коммуна в Италии, располагается в регионе Ломбардия, подчиняется административному центру Кремона.
Население составляет 2373 человека, плотность населения составляет 475 чел./км². Занимает площадь 5 км². Почтовый индекс — 26017. Телефонный код — 0373.
Покровительницей коммуны почитается святая Агата, празднование 5 февраля.